# Cesarolita
La cesarolita és un mineral de la classe dels òxids. Rep el nom en honor de Giuseppe Raimondo Pio Cesàro (Nàpols, Itàlia, 7 de setembre de 1849 - Comblain-au-Pont, Bèlgica, 20 de juny de 1939), professor de mineralogia i cristal·lografia de la Universitat de Lieja.

## Característiques
La cesarolita és un òxid de fórmula química Pb(Mn4+)₃O₆(OH)₂. La seva duresa a l'escala de Mohs és 4,5. Químicament es troba relacionada amb la coronadita.
Segons la classificació de Nickel-Strunz, la cesarolita pertany a «04.FG - Hidròxids (sense V o U), amb OH, sense H₂O; sense classificar» juntament amb els següents minerals: janggunita i kimrobinsonita.

## Formació i jaciments
Va ser descoberta a la mina Sidi Amor ben Salem, situada al dipòsit de plom i zinc de Slata, a la localitat de Tajerouine (Tunísia). Als territoris de parla catalana ha estat descrita a la mina Alforja, situada a la localitat homònima del Baix Camp (Tarragona, Catalunya).